# Castello di Kidwelly

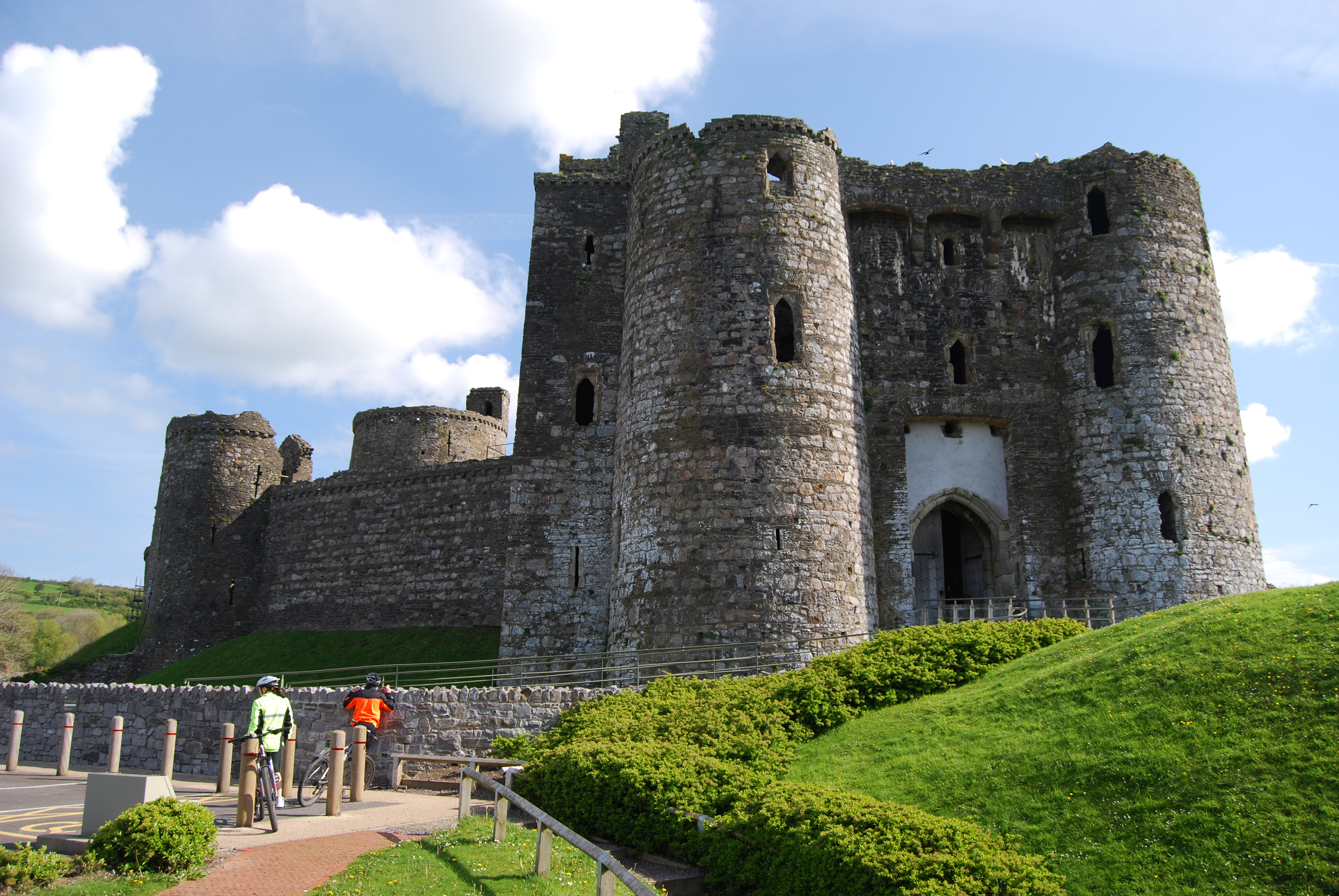
Kidwelly (Galles): il castello

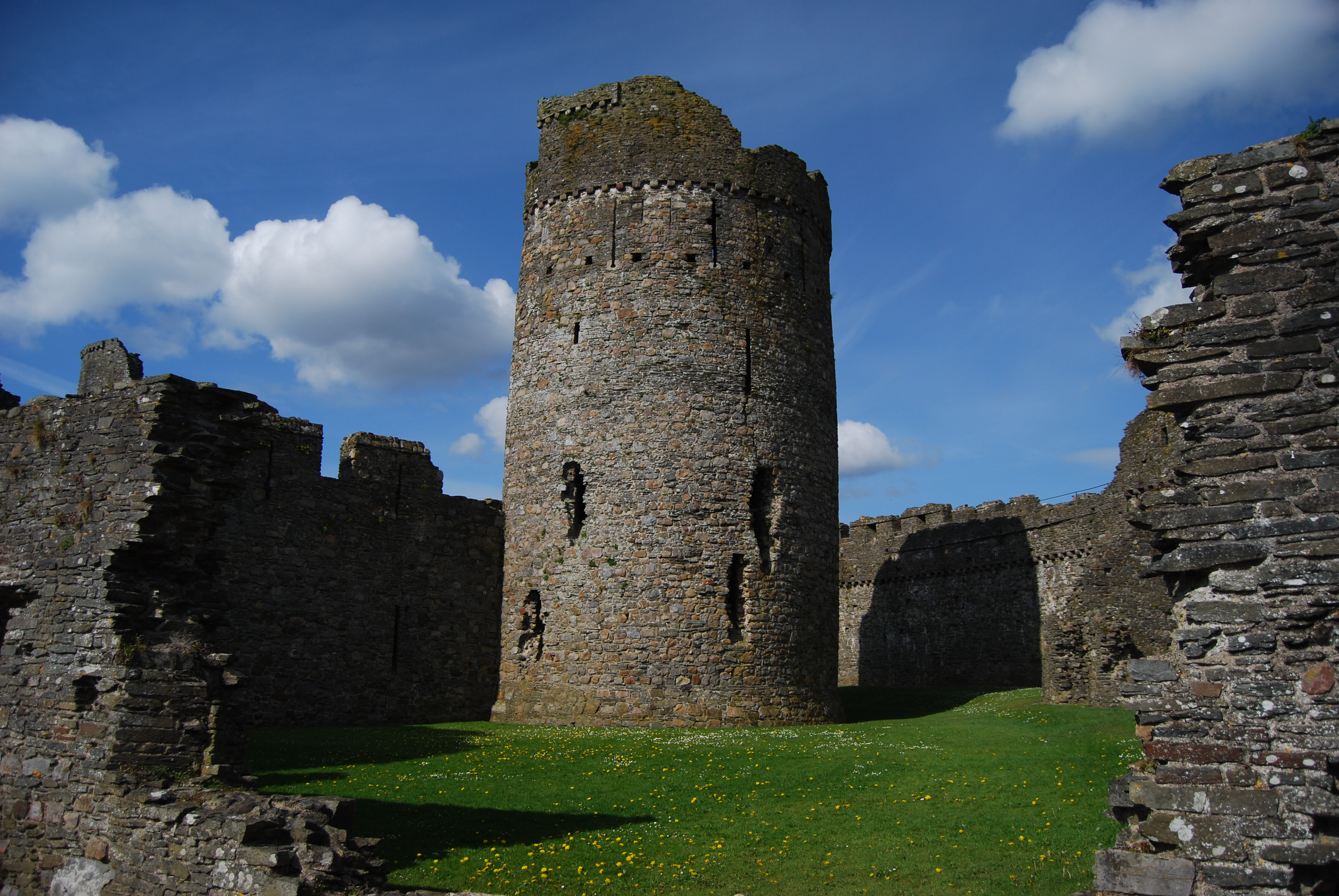
Torre del castello di Kidwelly

Il castello di Kidwelly (in inglese: Kidwelly Castle; in gallese: Castell Cydweli) è un castello fortificato in rovina della cittadina gallese di Kidwelly, nel Carmarthenshire (Galles sud-occidentale), eretto agli inizi del XII secolo e modificato nel XIII, XIV e XV secolo.
L'edificio è classificato come castello di prirmo grado.

## Storia
Il castello di Kidwelly fu eretto nel 1106 per volere del vescovo di Salisbury Ruggero, dopo che quest'ultimo aveva ottenuto da re Enrico I d'Inghilterra il controllo della costa sud-occidentale del Galles.
Il castello passò quindi nelle mani di Maurice de Londres, signore di Kidwelly, prima di finire in mani gallesi, segnatamente sotto il controllo di Rhys ap Gruffydd, che, secondo quanto si diceva, avrebbe costruito un castello a Kidwelly nel 1190 (in realtà si tratta dell'anno della conquista). Il castello finì quindi successivamente di nuovo in mano ai Normanni nel 1205 e nuovamente in mano ai Gallesi nel 1215 e 1231.
Il castello tornò quindi nelle mani dei Normanni nel 1244 dopo il matrimonio di Hawise de Londres con Patrick de Chaworth. Patrick de Chaworth, assieme al fratello Pain de Chaworth, operò un'opera di ricostruzione dell'ala interna del castello nel 1273.
In seguito,nel 1283, divenne proprietario del castello William de Valence, conte di Pembroke e zio di Edoardo I d'Inghilterra, il quale apportò delle modifiche all'edificio. Ulteriori modifiche furono poi apportate da Enrico, conte di Lancaster, cher era diventato proprietario del castello nel 1298.
Nel corso del XIV secolo, venne aggiunto il corpo di guardia. Ulteriori modifiche al castello furono poi apportate anche nel corso del XV secolo, dopo un attacco ad opera di un seguace di Owain Glyndŵr, di nome Henry Don.
Nel secolo successivo, furono rimodellati gli interni dell'edificio, con l'aggiunta di varie stanze.
Nel 1630, il castello divenne di proprietà dei Vaughans di Golden Grove. Quest'ultimi rimasero i proprietari del castello fino al 1927, anno in cui l'edificio venne ceduto allo Stato.
In seguito, tra il 1930-1931, furono effettuati all'interno del castello degli scavi archeologici, ad opera di Sir C. Fox e C.A.R. Radford.

## Architettura
Il castello si erge lungo il corso del fiume Gwendraeth ed è sorretto da 4 torri circolari.

## Il castello di Kidwelly nella cultura di massa
- Il castello di Kidwelly compare nella prima scena del film del 1975, diretto da Terry Gilliam e Terry Jones, e con protagonisti Graham Chapman, John Cleese e Terry Gillian, Monty Python e il Sacro Graal (Monty Python and the Holy Grail)[1][6][7]